# Бесхмельницын, Михаил Иванович
Михаил Иванович Бесхмельницын (17 марта 1956, Черниково, Белгородская область, СССР — 26 мая 2020, Москва, Россия) — советский и российский партийный и государственный деятель.

## Биография
Родился 17 марта 1956 года в многодетной крестьянской семье в селе Черниково Старооскольского района Белгородской области. Среднее образование получил в старооскольской школе № 5. В 1974—1976 годах проходил службу в рядах ВМФ.

## Трудовая деятельность[1]
В 1980 был назначен заместителем директора совхоза в Черниково. В этом же году стал директором этого совхоза и проработал им до 1983 года. После этого был назначен секретарем Белгородского обкома ВЛКСМ, но в том же году был переведен на должность председателя Корочанского райисполкома Белгородской области. В 1986 году назначен первым секретарем Чернянского райкома КПСС. В 1988 году стал заведующим организационным отделом Белгородского обкома КПСС, членом бюро Белгородского обкома КПСС.
В 1990—1991 — заместитель Председателя Белгородского областного Совета народных депутатов. В 1991—1994 — Председатель Белгородского областного Совета народных депутатов.
В 1994—1995 был председателем правления акционерного социально-коммерческого банка «Белэкономбанк».
С 1995 по 2013 — аудитор Счетной палаты Российской Федерации. Исполнял свои полномочия четыре срока подряд.
С 2013 по 2016 работал начальником департамента, заместителем начальника Контрольного управления Президента Российской Федерации.
С 2016 — начальник Контрольно-аналитической службы президента ОАО «Российские железные дороги», начальник Контрольно-аналитической службы генерального директора — председателя правления ОАО «Российские железные дороги».

## Политическая деятельность[2]
Избирался три раза депутатом Белгородского областного Совета народных депутатов, трижды был депутатом районных Советов народных депутатов.
Депутат Совета Федерации Федерального Собрания Российской Федерации первого созыва от Белгородской области с 1994 по 1996, избран по Белгородскому двухмандатному избирательному округу № 31. Член Комитета Совета Федерации по бюджету, финансовому, валютному и кредитному регулированию, денежной эмиссии, налоговой политике и таможенному регулированию.

## Общественная деятельность
Возглавлял попечительский совет Воронежского государственного аграрного университета имени Императора Петра I, был членом редакционного совета журнала Вестник Воронежского государственного аграрного университета и журнала «Финконтроль», членом наблюдательного совета АНО «Центр «Амурский тигр».

## Образование
В 1980 году окончил экономический факультет Воронежского сельскохозяйственного института.
Также проходил обучение в Академии общественных наук при ЦК КПСС и Академии права и управления.
В 1999 году защитил диссертацию в Московском государственном университете, по итогам которого Бесхмельницыну присвоена ученая степень кандидата экономических наук.
В 2012 году защитил диссертацию в Институте социально-политических исследований Российской академии наук, присвоена ученая степень доктора политических наук.

## Награды
- «Заслуженный экономист Российской Федерации» (2003)
- Орден Дружбы (2006)
- Орден «За заслуги перед Отечеством» IV степени (2011)
- Орден Почёта (2014)
- Почетная грамота Президента Российской Федерации (2018)

Также награждён Русской православной церковью орденом Святого благоверного князя Даниила Московского III степени (2002).

## Семья
Женат, вырастил сына и дочь. Сын — Максим Михайлович — заместитель министра юстиции Российской Федерации с 2020 года.